# Mézin
 Mézin  es una población y comuna francesa, en la región de Aquitania, departamento de Lot y Garona, en el distrito de Nérac y cantón de Mézin.

## Demografía
| 2112 | 1976 | 1800 | 1609 | 1455 | 1461 |
| Para los censos de 1962 a 1999 la población legal corresponde a la población sin duplicidades (Fuente: INSEE [Consultar]) |      |      |      |      |      |

## Hermanamientos
- Sariñena, España.[3]